# Lettie Beckon Alston
Lettie Alston (Detroit, 13 de abril de 1953-2014) es una compositora y pianista estadounidense conocida por su obra para piano y una larga serie de conciertos conocidos como Lettie Alston & Friends. En 1983 se convirtió en la primera mujer afroamericana en recibir el doctorado en Composición por la Universidad de Míchigan.

## Trayectoria
Lettie Beckon con 15 años comenzó las clases de piano en la Bailey's Temple School of Music, donde estudió con Pearl Roberts McCullon para después graduarse de la Central High School de Detroit, y posteriormente estudió en la Universidad Estatal Wayne. Realizó  sus estudios superiores de piano y el máster en composición musical con James Hartway y los maestros de piano Mischa Kottler y Frank Murch. En 1983 se doctoró en composición musical en la Universidad de Míchigan (UM) donde estudió con Leslie Basset, William Bolcom, Eugene Kurtz y también con George Wilson durante algunos años en el ámbito de la música electrónica. Continuó sus estudios de piano con Robert Hord y Benning Dexter.
Por otra parte, también fue profesora en la Universidad Estatal de Wayne en 1983, en la Universidad de Oakland en 1987 y en la Universidad de Míchigan del Este en 1988. En 1991 regresó a la facultad de la Universidad de Oakland, donde se convirtió en profesora asociada de composición musical.

## Su obra
Su música ha sido interpretada tanto en Estados Unidos como a nivel internacional, por ejemplo en Austria e Inglaterra.Su obra  incluye instrumentos tradicionales y electrónicos, y ha compuesto para orquesta y grupos vocales y de cámara.Además, durante su trayectoria profesional, ha trabajado con otros compositores afroamericanos como Karen Walwyn, Dolores White, Rachel Eubanks o Nora Holt. Ha sido ampliamente interpretada en los estados del este, centro-oeste y en Austria. Ha recibido encargos de los coros The Oakland University Community Chorus, The Great Lakes Men's Chorus, The Lyric Chamber Ensemble y otros.
Por otro lado, su trabajo, Memories, se estrenó con el Trío de Música en Salzburgo, Austria, y sus Cuatro Piezas Cortas para soprano y piano se presentaron en el National Black Arts Festival en Atlanta, Georgia. Alston ha actuado también en Ohio, Alabama, Arkansas, Maryland, Chicago, Pensilvania, Virginia, Boston e Illinois. Se  ha grabado en disco compacto para los sellos como Leonarda, Albany, Videmus y Calvin College.

#### Lettie Alston and Friends
En 1995, Lettie Beckon inició una serie de conciertos en la Universidad de Oakland llamados Lettie Alston and Friends, en los que se interpretaba música clásica contemporánea, normalmente en torno a un tema central. El último de estos conciertos tuvo lugar en 2008. Fue una serie de conciertos, iniciados en la Universidad de Oakland, que contó con música de compositores vivos del momento. Entre sus composiciones se encuentran obras orquestales, vocales, de cámara y multimedia como Diverse Imagery para danza y sintetizadores electrónicos (1995). Sus pulsaciones  para violín solo fueron grabadas por Gregory Walker en Kaleidoscope: Music by African American Women (Leonarda Records LE 339). Energético es el último movimiento de Memorias para violín, violonchelo y piano dedicado a la memoria de Pearl Roberts McCullom, la primera profesora de música de Alston. Fue la directora artística de esta serie de conciertos entre 1995 y 2008. Alston fue la directora artística de los programas de conciertos de Compositores en Oakland, con un grupo de profesores, antiguos alumnos y estudiantes. La colección incluía partituras, registradas del 1974-2007 y sin fecha, con un CD de la obra de la compositora y un folleto promocional. La colección también incluía música publicada y otra inédita. En esta serie de conciertos, ha estrenado obras para piano y teclados eléctricos como Biblical Women (la versión para piano y voz), Rhapsody No. 4, Moods y Sonata of the Day, No.1 para piano; Diverse Imagery Spiritual Awakening y The End Times para teclados eléctricos.

#### Keyboard Maniac
En 2001, su trabajo consistió en un conjunto de dos CDs, bajo los sellos de Leonarda, Albany, Videmus y Calvin College, llamados Keyboard Maniac. La grabación hizo destacar su trabajo tanto con el piano acústico como con el eléctrico. Keyboard Maniac es una grabación de dos discos que se han creado de esta manera debido a la emoción que la electrónica aporta al Art Music. Lettie Alston dijo: "Como compositora, pianista y organista, escribir para el piano y el medio electrónico ha sido un despertar espiritual para mí". Con esto, la Doctora Alston busca comunicar al público alguna cosa de su experiencia, su personalidad, su mente y, de hecho, su alma. La música no siempre tiene que ser una solución a un problema que se plantea, sino una expresión de los propios sentimientos. Lettie cree que su larga trayectoria histórica, teórica y de aprendizaje ha influido en la gama ecléctica de sus obras originales de teclados. Tiene una sólida formación clásica con fuertes influencias religiosas, conciencia sobre el teatro musical y diversas conexiones culturales con estilos de pop clásicos y cruzados.
Las actuaciones electrónicas de este registro no incluyen materiales programados o secuencias por ordenador. Como organista que interpreta, Lettie Alston considera el virtuosismo electrónico tal como se utiliza hoy en día, es decir, como una extensión de la tradición de órgano, y no como un sustituto de los instrumentos acústicos. Los teclados eléctricos y los sintetizadores son instrumentos legítimos en su propio sentido y son divertidos para muchos artistas virtuosos. Con la riqueza de influencias históricas, la electrónica ha pasado de formas de onda técnica a equipos sensibles de nivel de rendimiento real y eso excita a Lettie. Los teclados eléctricos se han convertido en uno de los instrumentos más populares y sofisticados que se utilizan cada día en actuaciones de música sacra y laica. El teclado eléctrico no ha sustituido al piano acústico, pero amplía las opciones a la hora de seleccionar una variedad de recursos sonoros de la interpretación.
| Keyboard Maniac, Lettie Beckon Alston |
| Intérpretes: Flavio Varani, piano Lettie Beckon Alston, piano/electrónica Cedric D. Alston i Roderic S. Leon, teclado electrónico |
| Compositora: Lettie Becon Alston |
| Año de publicación: 8 de noviembre de 2000. |
| Estudio de grabación: The Solid Sound Inc. Studio in Ann Arbor, MI. |
| Productor Executivo: Lettie Beckon Alston |
| Asistente de Producción: Cedric Darnell Alston |
| Ingeniero en grabación: Will Spencer |
| Impresiones de fotografías en color: Bruce Szopo |
| Impresiones de fotografías en blanco y negro: Dennis Collins, Rick Smith i Dirk Bakkar |
| Disco 1: Solo acoustical piano works [48:17] 1. The Journey:The Longest Mile [8:15]. Four Moods for Piano 2. Playfully [1:44] 3. Mysteriously [2:43] 4. Gloomy [2:27] 5. Joyfully [1:19] 6. Three Rhapsodies for Piano 7. Etude [2:05] 8. Nocturne [3:37] 9. Dream Waltz [2:23]. Sonata of the Day, No. 1 10. The Morning's Glory [6:22] 11. Afternoon Circles [3:58] 12. Rumble in the Night [3:23] 13. Piano Variations on “Lift Ev'ry Voice and Sing” [5:35] 14. Keyboard Maniac (Rhapsody No. 4) [4:19] |
| Disco 2: Electronic keyboard works [63:00] 1. Spiritual Awakening. Sax Heaven [2:34] - Chant [2:44] - Eternity [6:35] 2. Sweet Memories. Prelude to “The Urban City” [4:55] - Fugue Ghetto [3:28] 3. Diverse Imagery. Sea Storm [2:24] - Nebulae [2:24] - Super Voice [2:29] - Hit the Dust [2:34] 4. Echoes from the Spirit [6:51] 5. Daylight [4:21] 6. Storm Chaser [7:52] 7. The End Times. Warning [5:09] - Eruption [4:40] - The Red Sun [3:53]                                                       |